# José María Gil Tamayo

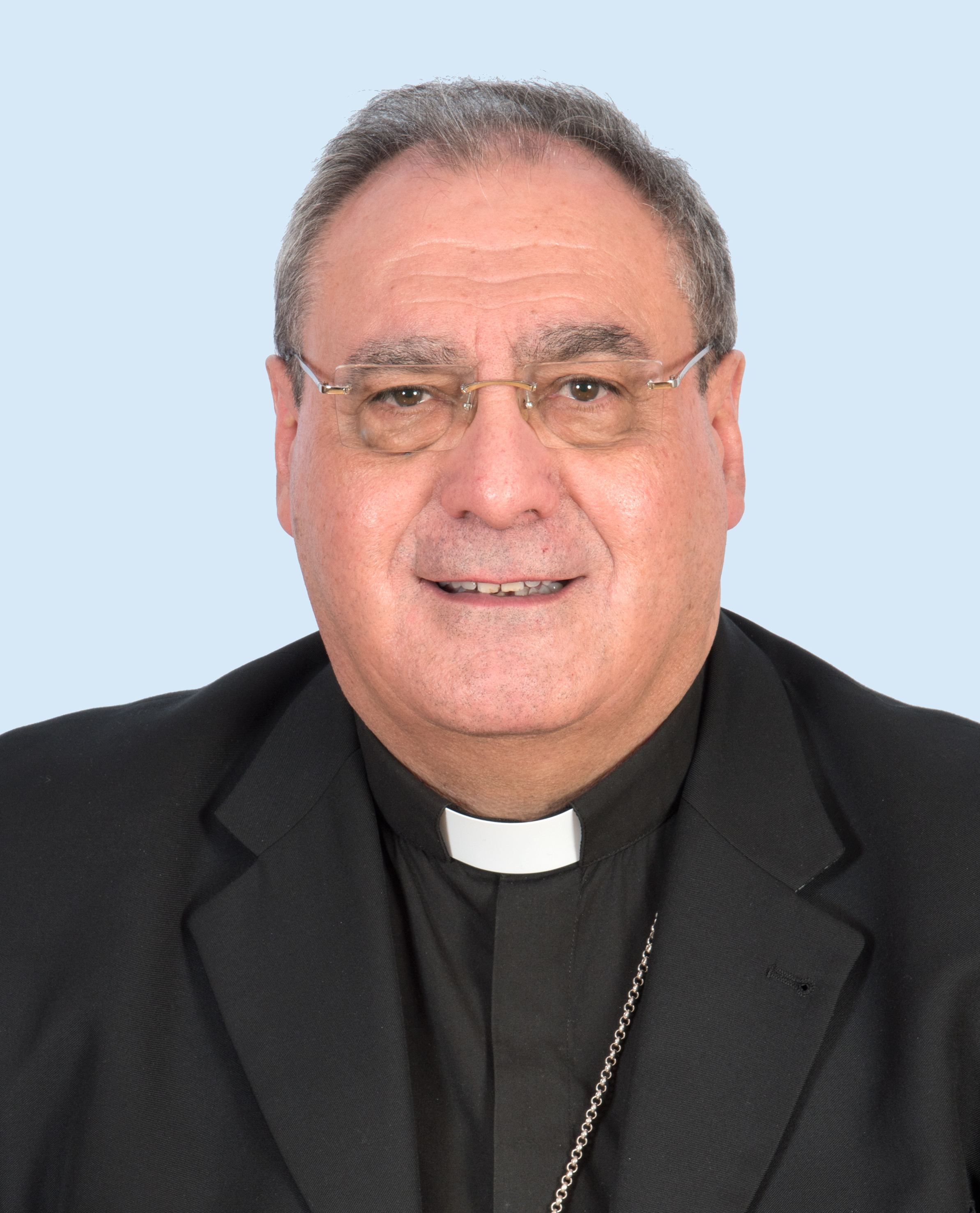
José María Gil Tamayo (2018)

Wappen von José María Gil Tamayo als Bischof von Ávila

Wappen von José María Gil Tamayo als Koadjutorerzbischof von Granada

José María Gil Tamayo (* 5. Juni 1957 in Zalamea de la Serena, Provinz Badajoz, Spanien) ist ein spanischer römisch-katholischer Geistlicher und Erzbischof von Granada.

## Leben
José María Gil Tamayo studierte Philosophie und Katholische Theologie am Priesterseminar des Erzbistums Mérida-Badajoz und an der Universität Navarra. Er empfing am 7. September 1980 das Sakrament der Priesterweihe.
Anschließend war Gil Tamayo für neun Jahre als Seelsorger in verschiedenen ländlichen Pfarreien tätig, bevor er an der Universität Navarra einen Abschluss in Informationswissenschaft erwarb. 1992 wurde er Leiter der Pressestelle des Erzbistums Mérida-Badajoz. Von 1998 bis 2011 war Gil Tamayo Direktor des Sekretariats der Kommission für die sozialen Kommunikationsmittel der Spanischen Bischofskonferenz. José María Gil Tamayo war ab dem 20. November 2013 für fünf Jahre Generalsekretär der Spanischen Bischofskonferenz.
Am 6. November 2018 ernannte ihn Papst Franziskus zum Bischof von Ávila. Der Erzbischof von Valladolid, Ricardo Kardinal Blázquez, spendete ihm am 15. Dezember desselben Jahres die Bischofsweihe; Mitkonsekratoren waren der Apostolische Nuntius in Spanien, Erzbischof Renzo Fratini, und der emeritierte Bischof von Ávila, Jesús García Burillo.
Am 16. Juli 2022 ernannte ihn Papst Franziskus zum Koadjutorerzbischof von Granada. Die Amtseinführung fand am 1. Oktober desselben Jahres statt. José María Gil Tamayo wurde am 1. Februar 2023 in Nachfolge von Francisco Javier Martínez Fernández, dessen altersbedingtes Rücktrittsgesuch am selben Tag angenommen worden war, Erzbischof von Granada.